# Вацлав IV
Венцеслав IV или Вацлав IV Мързеливи (на немски: Wenzel IV, на чешки: Václav IV; * 26 февруари 1361, Нюрнберг; † 16 август 1419, замък Венцелсбург, Прага) е крал на Бохемия (1378 – 1419), римско-германски крал (1376 – 1400), курфюрст на Бранденбург (1373 – 1378) и херцог на Люксембург от 1383 г.
Псевдонимът на Вацлав Мързеливи се отдава на неспособността му да се справи с папската схизма, прерогатив на римско-германския крал като потенциален свещен римски император. Освен това трайните му престои в родната Бохемия и нежеланието му да отделя внимание на проблемите отделните имперски германски градове също допринасят за това мнение.

## Първи години на управление
Неговият баща император Карл IV осигурява на Вацлав през 1373 г. титлата на курфюрст като маркграф на Бранденбург, а през 1376 г. – избирането му за римско-германски крал. При гласуването два от електорските гласове са в ръцете на Люксембургите – на Карл в качеството му на крал на Бохемия и на самия Вацлав като маркграф на Бранденбург. Така Вацлав е избран за римско-германски крал на 6 юли 1376 г. в Аахен като Венцел I.

### Пътуване до Франция
През 1376 г. Вацлав придружава баща си Карл IV за среща с папа Григорий XI въпреки значителната съпротива на френския крал срещу Рим. Императорът осъзнава, че конфликтът на папата с непокорни властни кардинали може да се превърне в открита схизма. Освен това Карл е разтревожен от възможната приемственост на короната след унгарския и полския крал Лайош I Велики. Лайош сгодява дъщеря си Катрин с френския принц Луи Орлеански. Френският двор очаква своя час да поеме управлението от Лайош Унгарски, но също и в Неапол и Прованс. Карл IV решава да се справи с тези негативни фактори и въпреки напредналата си възраст и подагра тръгва със сина си и наследник Вацлав да пътува до Франция.
Карл и Вацлав пътуват до Франция през Аахен, където си почиват преди следващото пътуване. На 20 декември 1377 г. преминават френската граница близо до Камбре. На 22 декември 1377 г. Карл влиза в Камбре с голям и представителен ескорт заедно със сина си Вацлав IV. Френският крал Шарл V посреща чичо си като високопоставен гост с цвета на френското дворянство и рицарство. Карл IV пристига в Сен Дени, днес част от Париж, а тогава далеч отвъд града.

Цялото шествие влиза в Париж при извънредни мерки за сигурност. Императорът е много уморен, затова едва на третия ден присъства на гала вечерята в негова чест. Гледат великолепна театрална постановка за онова време, която пресъздава събития от края на 11 век, когато Годфроа дьо Буйон завладява Йерусалим. Карл и Вацлав говорят с крал Шарл V за разделението на сферите на влияние в Европа и не на последно място за преместването на папата от Авиньон обратно в Рим. Карл V моли чичо си за помощ във войната срещу Англия, но той не обещава нищо конкретно. Така е и за наследството на Луи Анжуйски. Планът е полската корона в бъдеще да получи Сигизмунд Люксембургски (по-малък барт на Вацлав, но в крайна сметка той печели унгарския трон). Тогава те отплават с лодка до Сен Пол до Двореца на кралицата, където на церемонията присъстват много синьори, рицари и благородници. След това потеглят обратно през Люксембург и Нюрнберг. През април 1378 г. пристигат отново в Прага.

- Пристигане в Камбре
- Карл IV, Шарл V и Вацлав IV на банкета

### След смъртта на Карл
Станал крал на Бохемия след смъртта на баща си, Вацлав постоянно конфликтува с висшето духовенство на страната, отстоявайки приоритетът на светската власт и се намесва във вътрешно църковните работи, правейки пражкото архиепископство едно от главните си опоненти във вътрешната политика. Аналогични конфликти стават и с представителите на чешката аристокрация.
Убийството през 1393 г. на пражкия викарий Ян Непомуцки, изпълнено по заповед на краля, предизвиква въстание, в което против него застава неговия братовчед Йобст Моравски, претендиращ за регентство.

## Швабска лига
Вацлав дори удостоява градовете с повече свободи на самоуправление, което води до граждански конфликти и сформирането на така наречената Швабска лига. Това обединение на бюргерите съществува и като практически отделна държава за повече от десет години. Дори в Бохемия властта на Вацлав не е безпрекословна – там той има инвеститурни противоречия с клирици, а също така и с чешката аристокрация, водена от Розенбергите. При някои от тези сблъсъци Венцел е бил дори арестуван.

## Детрониране на Вацлав
След династията Хоенщауфен никой римско-германски владетел не успява да има син, избран за негов наследник приживе. Това е постигнато отново за първи път през 1376 г. от Карл IV, чийто син Вацлав е избран за крал през 1376 г., докато Карл е все още жив. Въпреки това Вацлав, който управлява от смъртта на баща си през 1378 г., се фокусира все повече върху своето Kралство Бохемия през следващите години. Това означава, че той не показва присъствие в другите области на империята. Зает в Бохемия, Вацлав повече от 10 години не е бил в Германия. Постоянното отсъствие на Вацлав води до факта, че той е политически дистанциран от избирателите-курфюрсти на Рейн (архиепископите на Майнц, Кьолн и Трир, както и граф палатина на Пфалц).
В Бохемия управлението на Вацлав изпадав криза. Вацлав е заловен на 8 май 1394 г. от бохемската аристократична опозиция и след това затворен. Курфюрстите се държат лоялно и използват силите си за освобождаването му. Рупрехт II пристига начело на армия от Горен Пфалц в Бохемия и успява да постигне освобождаването на Вацлав. Вместо да вземе самите избиратели в служба на краля и империята, Венцел назначава своя полубрат Сигизмунд за императорски викарий през 1396 г.за неопределен период от време с кралски правомощия. Това коренно повлиява на имиджа на курфюрстите-избиратели и тяхната роля при избора на краля. Не може да бъде постигнато споразумение с Вацлав. Следователно от средата на 1390-те избирателите все повече преследват собствените си интереси. Рейнските принцове се опитат да спечелят останалите императорски принцове с писмени договори и обещания за военна помощ. На 24 октомври 1396 г. граф палатинът Рупрехт II сключва т. нар. Договор от Опенхаймер с тогавашния каноник от Майнц Йохан II фон Насау, който принадлежи на графска династия, близка до краля, тази на Адолф Насауски, вече веднъж назначен за крал в империята. Йохан е поддържан от архиепископа на Майнц. Започват, така наречените „безцелни“ заседателни дни, които се провеждат няколко пъти, и имат за цел да увеличат съпротивата срещу Вацлав и да го заставят да изпълнява задълженията си към църквата и империята. През май 1397 г. различни императорски принцове се събират във Франкфурт на среща, свикана по инициатива на архиепископите на Кьолн, Трир и пфалцграфа на Пфалц.
През месеците преди Вацлав да бъде свален от власт и новите избори, които последват, консенсусът между избирателите от Рейн вече не е просто визуализиран чрез символични форми на изразяване, а по-скоро подробно описан в писмен вид чрез обширни споразумения за съюзи, обещания за помощ и подкрепа. Избирателите на Пфалц, както и Майнц и Кьолн сключват официално споразумение с Конгреса на кюрфюрстите на 11 април 1399 г. , в което се ангажират с общ съюз за цял живот. Те искат да действат заедно по църковни и имперски въпроси и категорично заявяват, че ще се противопоставят заедно на Венцел. През юни херцогът на Саксония-Витенберг се присъединява към Рудолф III, а на 15 септември и архиепископ Вернер от Трир се присъединиява към съюза. Напразен обаче е опитът за регионално влиятелни градове или папа Бонифаций IX да спечели за отлагането на Вацлав. В края на май 1400 г. избирателите от Рейн и други принцове се срещат във Франкфурт. Тази среща е връхната точка за изборните дейности „според политическите изисквания, големината на групата участници и степента на институционализация“. Не само присъстват техни последователи, но и представители на имперските градове и пратеници от Англия, Франция и Кастилия. Венцел е помолен да се премести в официалното седалище Майнц в Оберланщайн на 11 август. В контекста на преговорите във Франкфурт обаче вече има спор за възможен нов крал. Курфюрстът Рудолф от Саксония предлага своя зет Фридрих I, херцог на Брауншвайг и Люнебург, но архиепископ Йохан II от Майнц предпочита Рупрехт. Има спор. Фридрих си заминава, но е убит на 5 юни 1400 г. близо до село Клейненглис (южно от Фритцлар) от граф Хайнрих VII фон Валдек и неговите последователи Фридрих фон Хертингсхаузен и Конрад фон Фалкенберг. Мотивите за убийството могат да бъдат обяснени с локални конфликти между графовете Валдек и гвелфите около Люнебург. Обаче подозрението възниква „сякаш реинската опозиция иска да използва брутално насилие, за да елиминира князе, които не се съгласяват с техните имперски политически планове.“ По-късно Рупрехт се включва лично в уреждането на конфликта като крал: Като изкупление кара да се извърши меса до основата в колегиалната църква „Свети Петър“ във Фрицлар. В ролята си на миротворец обаче Рупрехт не може да отбележи никакъв успех, тъй като през лятото на 1402 г. продължават въоръжените сблъсъци между конфликуващите страни.
В седмиците след нападението, опозицията на Вацлав от страна на Рейн все повече печели поддръжници. В началото на август 1400 г. избирателите от Рейн се събират в Оберланщайн за детронирането и нови избори, а подкрепата за Вацлав е сведена до минимум. В допълнение към някои графове и синьори се появяват Фридрих VI фон Нюрнберг и синът на Рупрехт Стефан, които са само двама представители на имперските принцове. Херцогът на Саксония и Йобст от Моравия като притежател на вота за гласуване в Бранденбург не присъстват. Четиримата курхюрсти от Майнц, Кьолн, Трир и Пфалц изчакват демонстративно закъснелите избиратели или крал Вацлав, който също е поканен.
На 20 август 1400 г. те обявяват, че Вацлав следва да бъде детрониран от кралската си власт като „безполезен, мързелив, небрежен и недостоен господар на империята“, за и следва да бъде сменен заради за пиянство и некомпетентност (неучастие в немските дела и участие в църковния разкол) и оправдават тази мярка с отговорността си за империята. Венцел не признава свалянето си и продължава да използва титлата римски крал. Продължава да ползва печата като римски крал до смъртта си.

## Борби за власт в Бохемия (1401 – 1403)
В Бохемия опозицията на висшето благородство отново се засилва, този път отново чрез майсенския маркграф Вилхелм, който обаче трябва да се оттегли от страната след мирния договор от 1401 г. Под натиска на аристократите Венцел призовава брат си Сигизмунд в Бохемия, с когото постига споразумение в Кьонинггрец през 1402 г., с което всъщност му оставя администрацията на Бохемия и му обещава бохемската корона след смъртта си. Сигизмунд трябва да му помога да си върне кралската корона. Унгарският крал поема властта и постепенно окупира кралските замъци, но не бърза с изпълнение на обещанието, което е дава на брат си. Вацлав протестира. На 6 март 1402 г. Сигизмунд, придружен от Херман II фон Цили, арестува непопулярния си брат крал Вацлав IV в пражкия Храдчани, а на 2 юни затворникът е първо е заведен до Крумлов, а оттам до замъка Шаунберг близо до Ефердинг. Йохан фон Бука, Хайнрих III фон Розенберг, Улрих фон Неухаус, Бренек зе Скали и Ото фон Берг са назначени за държавни администратори.
През 18 август 1402 г. Сигизмунд Люксембургски сключва договор с Албрехт IV, насочен против Вацлав IV и Йобст Моравски. Изпитващият постоянна нужда от военна и финансова помощ, Сигизмунд обещава на своя шурей Албрехт IV да му предаде Бранденбург, а така и правото на наследяване след неговата смърт на кралските престоли на Бохемия и Унгария. Вацлав е предаден на Албрехт IV, който го държи във Виена под арест от есента на 1402 г. до есента на 1403 г., после му се отдава да избяга и да се върне в Прага през ноември 1403 г. Сигизмунд иска от брат си Вацлав още след детронирането му като германски крал от крал Рупрехт Пфалц да се откаже от правата си в негова полза срещу свобода в замяна.
Сега някои от бохемските владетели, водени от Йобст Моравски, отново застават на негова страна, тъй като виждат по-голяма опасност в Сигизмунд, отколкото в манипулируемия Вацлав. Борбата между бохемците и унгарския крал се проточва до 1403 година, когато в Унгария избухват вълнения. Сигизмунд е принуден да напусне Бохемия. След поредното интерниране във Виена, Венцел успява да избяга на 11 ноември 1403 г.

## Последни години
След смъртта на Карл на 29 ноември 1378 г. Вацлав наследява Бохемия като Вацлав IV. Той първоначално подкрепя Ян Хус, което кулминира през 1409 г. с Декрета от Кутна Хора. Критиката срещу продажбата на индулгенции, която също рефлектира върху ползите за кралската хазна, ги отчуждава. През 1412 г. Вацлав защитава продажбата на индулгенции. Дори осъждането на Хус като еретик и настояването на Константския събор и Сигизмунд да предприеме действия срещу „нарастващата ерес“ в Бохемското кралство не успяват да повлияят на Вацлав IV да изрази ясна позиция.
През 1417 г. Вацлав отказва на папа Мартин V да поведе кръстоносния поход срещу собствените си бохемски поданици, макар и хусити. Той все по-често прибягва до уединение, където до него достига новината за Първата пражка дефенестрация. Това го притеснява и той получава инсулт или може би епилепсия. 
На 16 август 1419 г. Вацлав IV умира по време на лов около новия замък близо до Кунратице, който построява няколко години преди смъртта си с цел почивка. Втората му съпруга погребва останките му в манастира в Збраслав.
Смъртта на Вацлав през 1419 г. и наследяването на короната от Сигизмунд има за пряка последица започването на Хуситските войни – повече от 15 години подложили на разорение чешката земя. По време на Хуситските войни обаче на 10 август 1420 г. хуситският манастир е разграбен под ръководството на пилзенския свещеник Вацлав Коранда, а тялото на краля дори е извадено от гроба.
| „            | Хуситите също са проникнали в кралската гробница, премахвайки тялото на крал Вацлав IV от ковчега те правели отвратителни шеги с него, така че късно през нощта, пияни с монашеско вино, с трофеи от счупени икони и с монашески качулки, те се връщаха в Прага ... | “ |
| Йозеф Пекарж | |   |

## Наследяване и семейство
Вацлав IV запазва или предава титлите си предимно на членове на Люксембургите:
- на Сигизмунд фон Люксембург – негов полубрат предава Маркграфство Бранденбург след 1400 г.
- Йохан от Гьорлиц – негов полубрат, прави първи (и единствен) херцог на Гьорлиц
- от Венцел I – свой чичо, получава Херцогство Люксембург
- Йобст и Прокопиус Моравски – негови братовчеди, стават маркграфове на Моравия.

Наследен е като крал на Бохемия от Сигизмунд Люксембургски, като немски крал от Рупрехт, като херцог на Люксембург – от братовчед му Йобст Моравски.

### Бракове
- 1-ви брак: 29 септември 1370 г. с Йохана Баварска (1362 – 1386), дъщеря на херцог Албрехт I Баварски от династията Вителсбахи, която умира млада. Бракът е бездетен.
- 2-ви брак: 2 май 1389 г. в Прага за София Баварска (1376 – 1425), дъщеря на херцог Йохан II Баварски от династията Вителсбахи – братовчедка на Йохана. Бракът е бездетен. С нито една от двете Вацлав не успява да си осигури наследници.

## Илюстровани ръкописи
Венцел е запомнен е като много образован крал. Венцелова библия или Библия на крал Вацлав е шест-томно ръкописно илюстровано издание на Стария завет (от книгите на Битие до книга на пророка Йезекиил) на немски език, изпълнено през 1389 – 1400 г. по негова поръчка. Изданието съдържа богато изпълнени цветни илюстрации и украсени текстове. Намира се в колекцията на Австрийската национална библиотека във Виена. Ръкописът е представител на стил Международна готика.

- Страница от Венцеловата Библия
- Страница от Венцеловата Библия
- Страница от Венцеловата Библия
- Главна буква от текста
- Главна буква от текста
- Детайл
- Детайл